# 失明
失明，俗称盲或者瞎，是指由生理或心理原因引发的人体视知觉缺陷。目前对于视觉丧失的程度有多种度量标准，而失明也有许多种定义。完全失明是指人体彻底丧失对于形状和可见光的感知能力，临床上也称作“无光觉”，缩写作NLP（英文全称No Light Perception）。失明通常指程度较为严重视力障碍，这类患者仅有简单的光感受能力，仅能够分辨黑暗与光明，或者是光源的大概方向，而无法看到更清楚的景象。
不同的政府司法部门对失明进行了更为复杂的定义，以便于规定哪一类存在视觉障碍的人群需要特殊关照。在北美洲和大部分欧洲国家，失明是指在有最佳矫正存在的情况下，视力较佳的眼睛视力等于或低于20/200（6/60），意思是已经佩戴校正镜片的失明者仍需要站在距离物体20英尺（6.1米）的地方才能看清视力正常者站在200英尺（61米）所能看清的东西。很多情况下，拥有正常视力但是视野小于20度（正常为180度）也被定义为失明。失明者中大约有10%的患者没有任何视觉感知能力，其余的患者视力有好有坏，有的仅有简单的光感，有的则仍有较好的视力。视力障碍患者是指视力在20/70到20/200之间的人群。
在对世界卫生组织国际疾病伤害及死因分类标准的第十次修订过程中，视力障碍被定义为在存在最佳矫正的情况下，患者视力较佳的眼镜视力低于20/60（公制：6/18），但好于20/200（公制：6/60），或者视野低至20度。而失明则被定义为在存在最佳矫正的情况下，视力较佳的眼镜视力低于20/400（公制：6/120），或者是视野低于10度甚至更低。
眼睛未受伤的失明人群虽丧失视觉能力，但是依旧可以根据光线维持其自身24小时的昼夜节律。这种光信号不受视神经受损的影响，而是通过视网膜下丘脑束进行传递。
亦有人士提倡將失明改稱為視覺障礙，不過視覺障礙也常用來描述有視力受到損害，但仍有剩餘視力的情形。

## 定義及症狀
依照世界衛生組織1972年的定義，失明是指視力較佳的一眼其視力＜20/500（0.04）或是視野＜10°，但後續也有是否要修改上述定義的討論。而許多國家也有自己的定義。
失明可能會伴隨著智能障礙、自閉症、腦性麻痺、失聰或癫痫等疾病出現。根據一份針對1991年到1993年亚特兰大都会区228名視覺障礙兒童的研究，其中有154名（68%）有視覺障礙以外的障礙。若同時有失明和失聰的障礙，則稱為盲聾。

## 成因

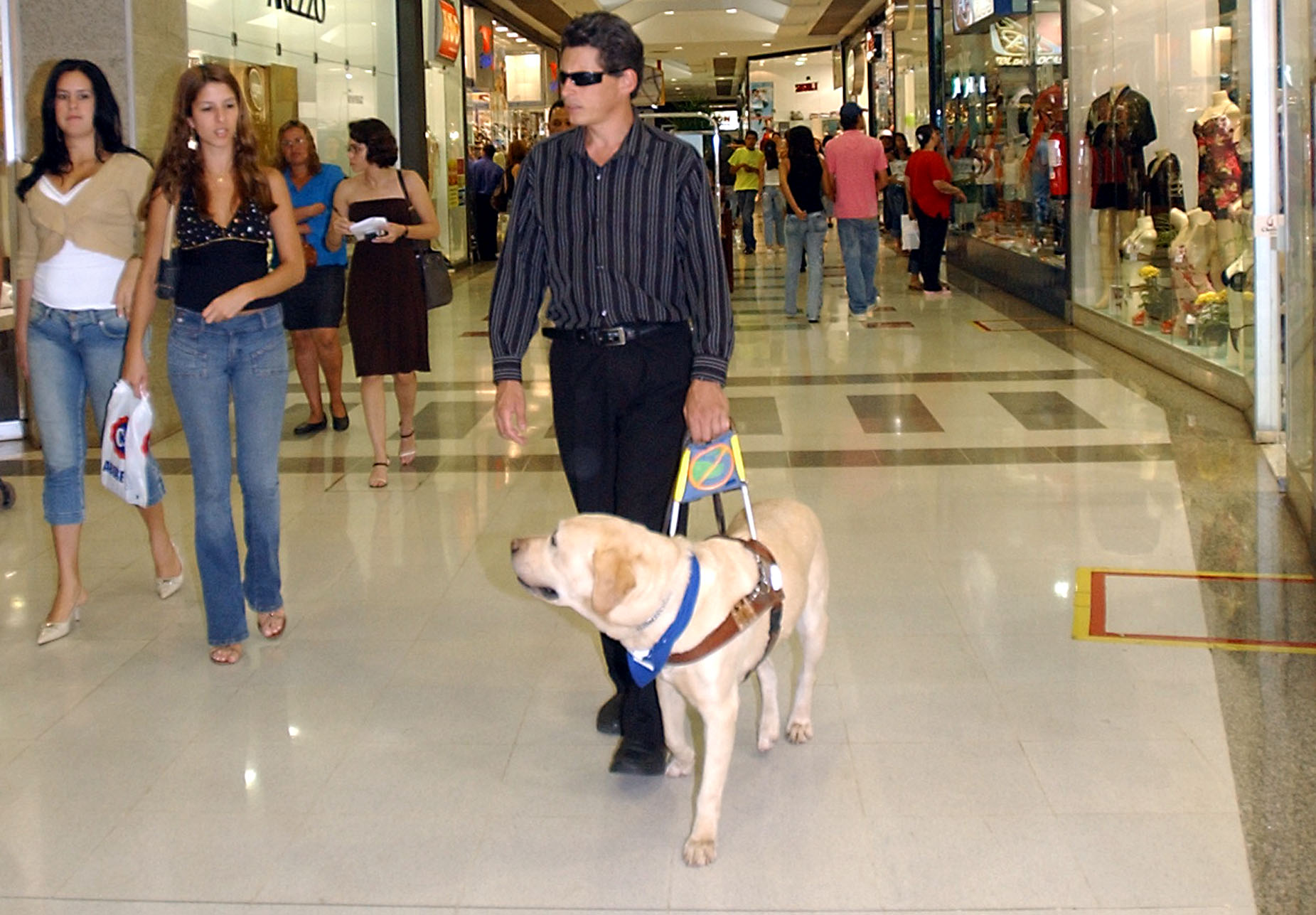
由导盲犬协助的盲人，照片摄于巴西。

以下是失明的成因：

### 疾病
根據世界衛生組織2002年的估計，除了眼屈光不正外，最常造成失明的疾病有以下幾項：
1. 白内障（47.9%）
2. 青光眼（12.3%）
3. 老年黃斑變性（8.7%）
4. 角膜疾病（5.1%）
5. 糖尿病视网膜病变（4.8%）
6. 儿童失明（3.9%）
7. 沙眼（3.6%）
8. 蟠尾絲蟲症（0.8%）[10]。

#### 发展中国家
从全球的发病率来看，发展中国家发生失明的几率要比发达国家高很多。根据世界卫生组织的统计数据，全世界90%的失明患者都生活在发展中国家，而这些人群中有65%的人都因罹患白内障而失明，人数超过2200万。青光眼则导致6百万人失明，盘尾丝虫病和麻风分别导致全世界1百万人失明。
由于沙眼导致失明的个体案例在过去十年的时间里从6百万骤减到130万，位列全球导致失明病因的第七位。根据估算每年约有5百万的儿童受到干眼病的影响，其中有50万的儿童角膜受到损伤，并有一半的人因此而失明。中心性角膜溃疡也是导致单眼失明的一大原因，每年仅在南亚次大陆就有约85万人因此而失明。总而言之，角膜瘢痕形成也是造成失明的一大原因，在所有病因中位列第四。

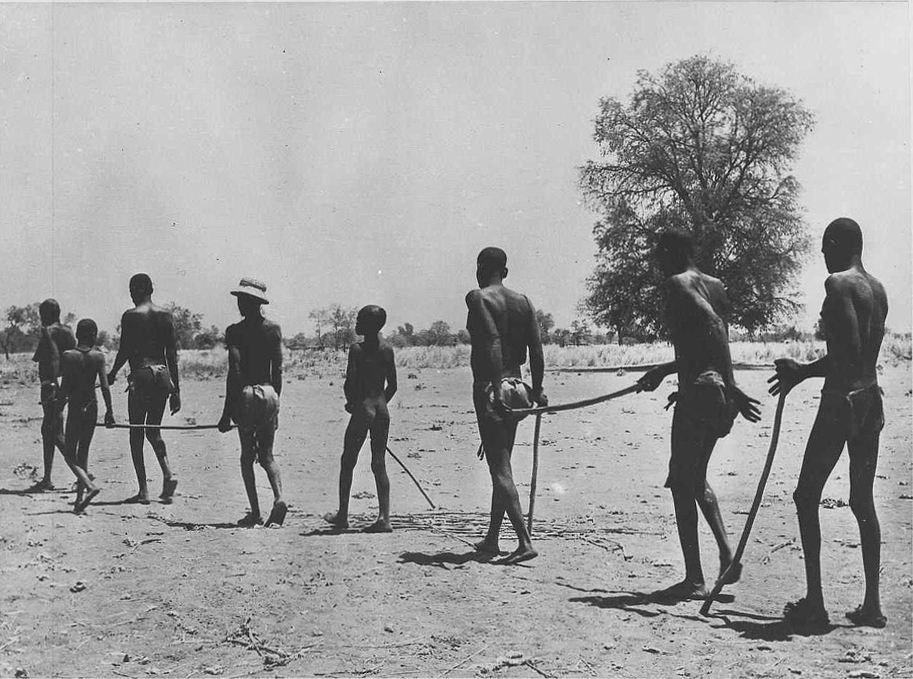
蟠尾丝虫症带来的负担：在非洲，孩子们牵着由于蟠尾丝虫症而失明的成人前进。

发展中国家的人群较发达国家人群更易患视觉损伤，这主要是由于治疗与预防条件的不足。全世界60岁以上的人群均易发视觉损伤，但是较为贫困地区的儿童则比生活在富裕环境中的儿童更易失明。
在发展中国家，人群的寿命期望值普遍都较发达国家中人群低，在这些国家中白内障和通过水源传播的寄生虫是导致失明的主要原因，但这两种疾病都可以得到有效的治疗。事实上，全世界约4000万的失明患者中，有70-80%可以通过治疗恢复部分甚至是全部视力。

#### 发达国家
在对于不同地区病因进行比较时，可治愈的视觉受损与地区的贫穷状态的关系是最显而易见的。在北美洲和西欧国家中，大部分患者都是由于随着年龄的增长视网膜黄斑出现退化或者糖尿病导致的视网膜病而发生视觉受损，这两种病因都不能够被治愈。
由于在发达国家白内障手术较为普遍，寄生虫病也不常见，因此在这些国家中老年黄斑变性、青光眼和糖尿病性视网膜病是最常见的导致失明的原因。

### 与妊娠有关
在幼年发生的失明可能与母亲在怀孕时的各种身体条件有关，例如先天性风疹综合征和早熟性视网膜病均会导致患者在很小的时候失明。

### 异常与其它伤害

第一次世界大战中失明的法国士兵学习编制篮子。

在美国眼球受伤通常发生于30岁以下的人群，并且可能会导致单眼失明，即一只眼睛丧失视力。受伤与白内障会影响眼球，而例如视神经发育不良则会影响从眼球传递信号到脑后部的神经束，并会导致视力减退。
皮质性盲是由于大脑枕叶受损而导致的，枕叶受损是大脑无法正确接受和处理来自视神经的信号。皮质性盲的症状会因个体的不同而有很大区别，但是其症状会在患者疲倦或有压力的状态下加重。患有皮质性盲的人通常会在傍晚和夜间的时候视力下降。

### 基因受损
患有白化症的人群通常都有视力的损失，其中很多人失明，但是只有很少的人是完全丧失视力。患有先天性利伯氏黑蒙的人群在出生时或者是幼儿时期便会严重丧失乃至彻底丧失视力。
近期对人类基因组的分析还发现了一些其它可能会导致视觉障碍或者失明的基因，例如巴德-毕德氏综合症。

### 中毒
在极少数情况下，也有可能因为摄入化学物质而导致失明，典型的例子是摄入甲醇。事实上甲醇并没有非常强的毒性，但当人体内仅有甲醇存在时，由于缺乏乙醇与其对新陈代谢的竞争压力，甲醇会被快速地转换成甲醛，进而变为甲酸并导致失明和一系列的其它疾病，严重时会导致死亡。甲醇可以广泛地在甲基化酒精、变性乙醇（俗称“工业酒精”）中找到，由于其不能饮用，变性乙醇可避开某些国家对酒类饮品征收的税项，较为便宜。甲基化酒精有的时候会被急切渴望饮用酒精的酗酒者当作正常的酒精饮料的廉价替代品而被饮用。

### 故意伤害
在一些情况下，故意导致他人失明可能是一种复仇或者是處刑的手段，剥夺他人用于感知、导航并于外界互动的重要感官，这种行为是实施者完全有意而为之的。一个典型的例子是希腊神话中俄狄浦斯在意识到所有关于他的可怕的预言都在他身上得到印证后，刺瞎了自己的双眼。另一个例子则是东罗马帝国皇帝巴西尔二世，他攻下了保加利亚，把在战场上捕获的15000名俘虏刺瞎后将他们释放。
2003年，一座巴基斯坦反恐法庭判处决定将一名男子弄瞎，该名男子用酸袭击了他的未婚妻，并导致后者失明。2009年又有一名男子被同样的判决处罚，该名男子在此之前故意使一名名为Ameneh Bahrami的女子失明。

## 管理

### 行動

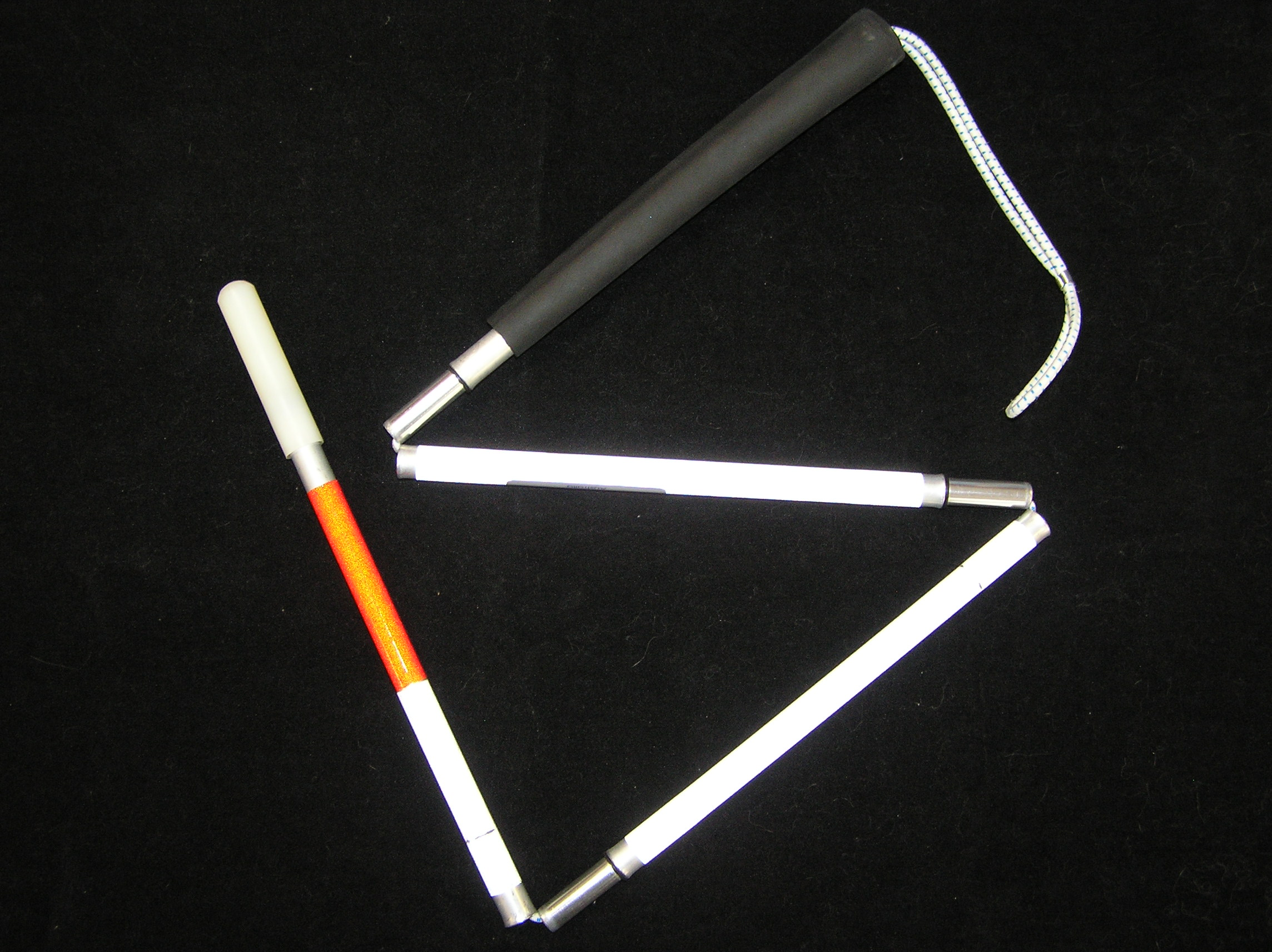
摺疊的長手杖

在配合許多工具及技術的情形下，許多有嚴重视力障碍的人可以一個人生活。定向行動訓練師是特別訓練來教導视力障碍者如何安全、獨立、有自信的旅行，以及獨立的在家中及社群中生活。訓練師可以幫助盲人練習在一些常常要走的路徑上（例如從家中到便利商店）移動。對於環境或是路線的熟悉可以使盲人更容易順利的找到要去的地方。
上面有一小段紅色的白手杖（也是代表失明的國際符號）也可以提昇行動的方便性。長手杖可以延伸盲人觸摸的範圍。一般是在較低的高度掃動，跨越要走的方向，並設法找出障礙物。不過使用手杖移動的方式依使用者或情形而異。有些視障者不使用上述的長手杖，改用較短且較輕的識別杖，有些視障者則是額外需要一支撐的手杖。這些會依視障者的視覺能力、移動能力及其他因素而定。
導盲犬是一種工作犬，主要工作是代替視障人士的雙眼，為他們領路。除了犬以外，其他的動物如馬經過訓練也可以從事導盲工作。